# Фредерік Вейк-Волкер
Вільям Фредерік Вейк-Во́лкер (англ. William Frederic Wake-Walker; 24 березня 1888 — 24 вересня 1945, Лондон) — британський воєначальник, адмірал Королівського військово-морського флоту Великої Британії. Учасник Першої та Другої світових воєн. Грав провідну роль у знищенні «Бісмарка», а також в операції «Динамо», евакуації в Дюнкерку, та в рейді на Кіркенес та Петсамо.

## Біографія
Військова кар'єра
- 1903 — кадет ВМС
- 1904 — мічман
- 15 липня 1908 — лейтенант
- 15 липня 1916 — лейтенант-командер
- 30 червня 1920 — командер
- 31 грудня 1927 — капітан
- 10 січня 1939 — контрадмірал
- 6 квітня 1942 — віцеадмірал
- 8 травня 1945 — адмірал

Фредерік Вейк-Волкер народився 24 березня 1888 року в сім'ї Фредеріка Джорджа Артура Вейк-Вокера та Мері Елеонори Форстер і був онуком адмірала сера Болдуіна Вейк-Вокера, який був морським топографом з 1848 по 1861 рік. Після закінчення школи Гайлібері Вейк-Вокер вступив до Королівського військово-морського коледжу в Дартмуті кадетом у 1903 році, а наступного року вийшов у море мічманом на борту корабля «Гуд Хоуп», флагмана 1-ї крейсерської ескадри.
До початку Першої світової війни Вейк-Вокер дослужився до звання лейтенанта і служив лейтенантом-торпедистом на кораблі «Кокран» у період з 1913 по 1915 роки. У липні 1916 року він отримав звання лейтенант-командера і після навчання на береговій базі «Вернон» був призначений на новий лінкор «Раміліз», де служив до кінця війни.
З 1919 по 1921 рік Вейк-Волкер служив на крейсері «Ковентрі», у червні 1920 року йому надали звання командера. Між 1921 і 1925 роками він служив у Королівському військово-морському коледжі в Гринвічі, потім у Тактичній школі в Портсмуті. Він повернувся в море як начальник штабу на лінкор «Роял Оак» з 1925 по 1927 рік.
У вересні 1939 року контрадмірал Вейк-Вокер був призначений командиром 12-ї крейсерської ескадри. Це призначення тривало недовго, оскільки незабаром він повернувся до Адміралтейства як голова спеціальної групи, створеної для розробки засобів протидії магнітним мінам.
У травні 1940 року він очолював усі кораблі та судна біля франко-бельгійського узбережжя, залучені до евакуації союзних військ з Дюнкерка. 30 травня Вейк-Вокер прибув до Дюнкерка на тральщику «Гебе». 1 червня його флагман, есмінець «Кейт», був потоплений Ju 87, і після цього він керував операціями з моторного торпедного човна MTB 102, що перебував у гавані. За його роль в евакуації він був відзначений орденом Лазні.
Наприкінці травня 1941 року два важкі крейсери Вейк-Вокера — «Саффолк» і його флагман «Норфолк» — патрулювали на північний захід від Ісландії, в надії перехопити та стежити за «Бісмарком», якщо він спробує прорватися в Атлантику. 21 травня «Бісмарк» разом із важким крейсером «Принц Ойген» вирушив з Бергена до Данської протоки.
23 травня 1941 року о 19:22 «Саффолк» побачив «Бісмарка» та «Принца Ойгена». Після короткого обміну вогнем обстріляні британські кораблі сховалися в тумані й продовжили відстежувати кораблі ворога за допомогою радарів. Вони тримали контакт із двома німецькими кораблями всю ніч, попри жахливу погоду, і направили два головні кораблі віцеадмірала Ланселота Голланда «Худ» і «Принц Уельський» на позицію для перехоплення «Бісмарка». Наступного дня обидві сили зійшлися в битві у Данській протоці.
У ході бойового зіткнення віцеадмірал Голланд був убитий, коли «Худ» був знищений, і багато старших офіцерів «Принца Уельського» були вбиті або поранені, в результаті чого Вейк-Вокер очолив командування над уцілілими «Норфолком», «Саффолком» і «Принцем Уельським». Він вирішив не ризикувати продовжувати битву, а стежити за німецькими кораблями, вважаючи, що наближається адмірал Джон Тові з могутніми частинами Флоту країни. Вейк-Вокер залишився на хвості «Бісмарка», але рано 25 травня радіолокаційний контакт був втрачений. Вейк-Вокер відправив «Саффолк» шукати на південний захід, і тому він більше на брав участі в битві. «Норфолк» повернув на схід і наступного дня опинився на місці затоплення «Бісмарка».
Пізніше було висунуто підозру у відношенні Вейк-Вокера та капітана Джона Ліча з «Принца Уельського». Їх звинувачували в тому, що вони помилилися, не продовживши битву з «Бісмарком» після того, як «Гуд» затонув. Джон Тові, головнокомандувач Домашнім Флотом, був приголомшений цією критикою. Між Тові та його начальником, адміралом сером Дадлі Паундом, виникла суперечка. Тові заявив, що обидва офіцери діяли правильно, не наражаючи без потреби свої кораблі на небезпеку та забезпечивши відстеження німецьких кораблів. Тові погрожував залишити свою посаду та постати перед будь-яким військовим судом як «друг обвинуваченого» та свідок захисту. Більше про цю пропозицію не було чути.
За участь у знищенні «Бісмарка» Вейк-Вокер став командором ордена Британської імперії.
У лютому 1942 року Фредерік Вейк-Волкер залишив 1-шу крейсерську ескадру. У квітні він отримав звання віцеадмірала, а в травні був призначений третім морським лордом і контролером флоту. Його головним досягненням на цій посаді було створення великого флоту десантних кораблів, необхідних для здійснення серії амбітних висадок, які розпочалися з операції «Смолоскип» і завершилися в день Д. 8 травня 1945 року він отримав звання повного адмірала, а у вересні був призначений головнокомандувачем у Середземному морі, що на той час був однією з найпрестижніших посад у флоті, але 24 вересня 1945 року він раптово помер удома в Лондоні.